# María Victoria Fernández-España y Fernández-Latorre
María Victoria Fernández-España y Fernández-Latorre (La Corunya, 12 de juny de 1925 - Madrid 11 de juny de 1999) fou una periodista, escriptora i política espanyola, diputada per la província de La Corunya, des de 1977 fins a 1986, escollida pel partit Alianza Popular, l'any 1986, va passar al grup mixt per la seva desavinença amb la direcció del partit, amb motiu del Referèndum sobre la permanència d'Espanya a l'OTAN de 12 de març de 1986. Com a periodista i escriptora va utilitzar el nom de Victoria Armesto.

## Biografia
Era filla de José Fernández-España Vigil, que va morir en un accident d'automòbil quan ella tenia dos anys, i de María Victoria Fernández-Latorre, filla de Juan Fernández Latorre, polític liberal fundador del diari La Voz de Galicia. Va estudiar a La Corunya i a les universitats de Madrid, Bonn i Nova York, el 1949 es llicencià en periodisme i va exercir com a corresponsal en diferents països. En 1950 va contreure matrimoni amb el també periodista Felipe Fernández-Armesto, conegut amb l'àlies d'Augusto Assía. Col·laborava a la Voz de Galicia, de la que en fou corresponsal als Estats Units, i on arribaria a entrevistar Gala Murguía, filla de Rosalía de Castro. Durant els anys 60 va publicar Acerca de la conveniencia de hablar gallego, tot defensant l'ús públic del gallec i la figura cultural de Castelao. També va col·laborar al diari Pueblo.
En 1977 es va presentar com a cap de llista d'Alianza Popular al Congrés dels Diputats, i fou escollida successivament en les eleccions de 1977, 1979 i 1982. Va morir l'11 de juny de 1999 en Madrid.

## Premis
Guardonada amb la Medalla Castelao en 1997, guardó que distingeix l'obra artística, literària, intel·lectual o de ciutadans gallecs.
Sòcia d'Honor i gran benefactora del poble de Corrubedo (Ribeira), al que va visitar diverses vegades sent Vicepresidenta i Secretària del Congrés dels Diputats.

## Fills
Juan Fernández-Armesto Fernández-España, ex-president de la Comissió Nacional del Mercat de Valors (1996-2000) i l'escriptor Felipe Fernández-Armesto.

## Obres principals
- Historias de Nueva York. Ediciones G.P. Enciclopedia Pulga nº. 67. Barcelona, 1955.[3]
- Dos gallegos: Feijóo y Sarmiento. Imprenta Moret. A Coruña, 1964.[4]
- Galicia Feudal. Editorial Galaxia. Vigo, 1969.[5]
- Verbas galegas. Editorial Galaxia. Vigo, 1973.[6]
- Herminia. La Voz de Galicia. A Coruña, 1976.[7] ISBN 84-4009-785-9.
- Los hijos cautivos de Breogán. Edicións do Castro. Sada. ISBN 84-7492-297-6.
- Tradición y Reforma en la Vieja Coruña. Deputación de A Coruña A Coruña, 1987.[8] ISBN 84-8604-025-6.
- Apuntes para una historia del periodismo coruñés. Instituto José Cornide de Estudios Coruñeses. A Coruña, 1991
- Los liberales coruñeses. Concello de A Coruña. A Coruña, 1996. ISBN 84-86836-57-3.